# Philainisz
Philainisz (Φιλαινίς) valószínűleg ókori görög hetéra volt az i. e. 4.–3. században, Számosz szigetéről. Őt tartják egy udvarlásról és szexről szóló kézikönyv szerzőjének. A mű pár töredéke, köztük a bevezető az Oxürünkhosz-papiruszon (P.Oxy. 2891) maradt fenn, kezdőszavai szerint „A szamoszi Philainisz, Okümenész leánya írta a következőket azoknak, akik (…) életet (…) akarnak.”

## Műve
A mű csábítási technikákkal kezdődik, majd rátér a különféle pozíciókra, vágykeltő és magzatelhajtó szerekre, illetve kozmetikumokra. Felfedezése bizonyította, hogy hasonló kézikönyveknek hagyománya volt már azelőtt is, hogy az i. e. 1. században Ovidius tollából megjelent a latin nyelvű A szerelem művészete.
Aiszkhrión szamoszi költő tagadta, hogy a hírhedt mű szerzője az ő honfitársa, Philainisz lenne.

## Külső hivatkozások
- William Smith, Dictionary of Greek and Roman Biography and Mythology (based on ancient references, predating the rediscovery of the fragments, and mistakenly stating that the work was a poem)
- Papyrus and description, part of the online exhibition Oxyrhynchus: A City and its Texts (The Egypt Exploration Society)